# Reinhard Andreas
Reinhard (Regnerus) Andreas (* um 1598; † 12. März 1686 in Kassel) war Bürgermeister von Kassel.
Andreas war der Sohn des Oberrentmeisters in Kassel Eitel Andreas († 1610) und dessen Ehefrau Katharina geborene Jungmann (* 1568), der Tochter des Handelsmanns Johann Jungmann. Er heiratete am 25. Oktober 1627 in Kassel Anna Maria Gerke (1607–1669), die Tochter des Rentmeisters Gerke in Sooden.
Andreas wurde 1612 in Kassel konfirmiert. Er immatrikulierte sich 1617 an der Universität Marburg und erlangte dort das Lizentiat. 1637, 1639–1641 und 1647 war er Ratsherr in Kassel. 1651, 1670 und 1671 war er dort Bürgermeister.